# Santee River
Der Santee River ist ein Fluss, der über eine Länge von 230 Kilometern im Bundesstaat South Carolina im Südosten der Vereinigten Staaten verläuft. Das Einzugsgebiet des Santee und seiner Zuflüsse ist eines der wesentlichen schiffbaren Flusssysteme der Küstenebene South Carolinas und mündet 708 Kilometer vom Ursprung seines am weitesten entfernten Quellflusses des Catawba River in North Carolina in den Atlantik. Ein großer Teil des oberen Flusslaufes wird durch den fast 13 Kilometer langen Santee-Staudamm zum hornförmigen Lake Marion Stausee aufgestaut. Der Staudamm wurde in den 1930ern als wichtige Energiequelle für den Staat zur Gewinnung von Strom durch Wasserkraft errichtet.

## Verlauf
Der Santee wird rund 40 Kilometer südöstlich von Columbia in der zentralen Region South Carolinas durch den Zusammenfluss des Wateree und Congaree River gebildet. Er fließt anschließend in den acht Kilometer entfernten Lake Marion, der sich in einem weiten Bogen etwa 50 Kilometer weit bis zum Santee-Staudamm erstreckt. Ein schiffbarer Kanal, erstmals um 1790 errichtet, zieht sich von der Südspitze des Sees zu einem Stausee des Cooper River namens Lake Moultrie. Der heutige, moderne Kanal wird durch Santee Cooper verwaltet und ist Teil eines Projektes zur Gewinnung von Wasserkraft in den beiden Flüssen.
Unterhalb des Stausees fließt der Fluss zunächst nach Osten, später nach Südosten und bildet den nordöstlichen Abschluss des Francis Marion National Forest. Etwa 16 Kilometer vor der Mündung teilt sich der Fluss in zwei Flussbecken auf, den sogenannten North Santee und den South Santee. Diese beiden fließen, durch eine etwas über 3 Kilometer breite Landzunge namens Cedar Island getrennt am Santee Point, knapp 25 Kilometer südlich von Georgetown in den Atlantischen Ozean.

## Geschichte

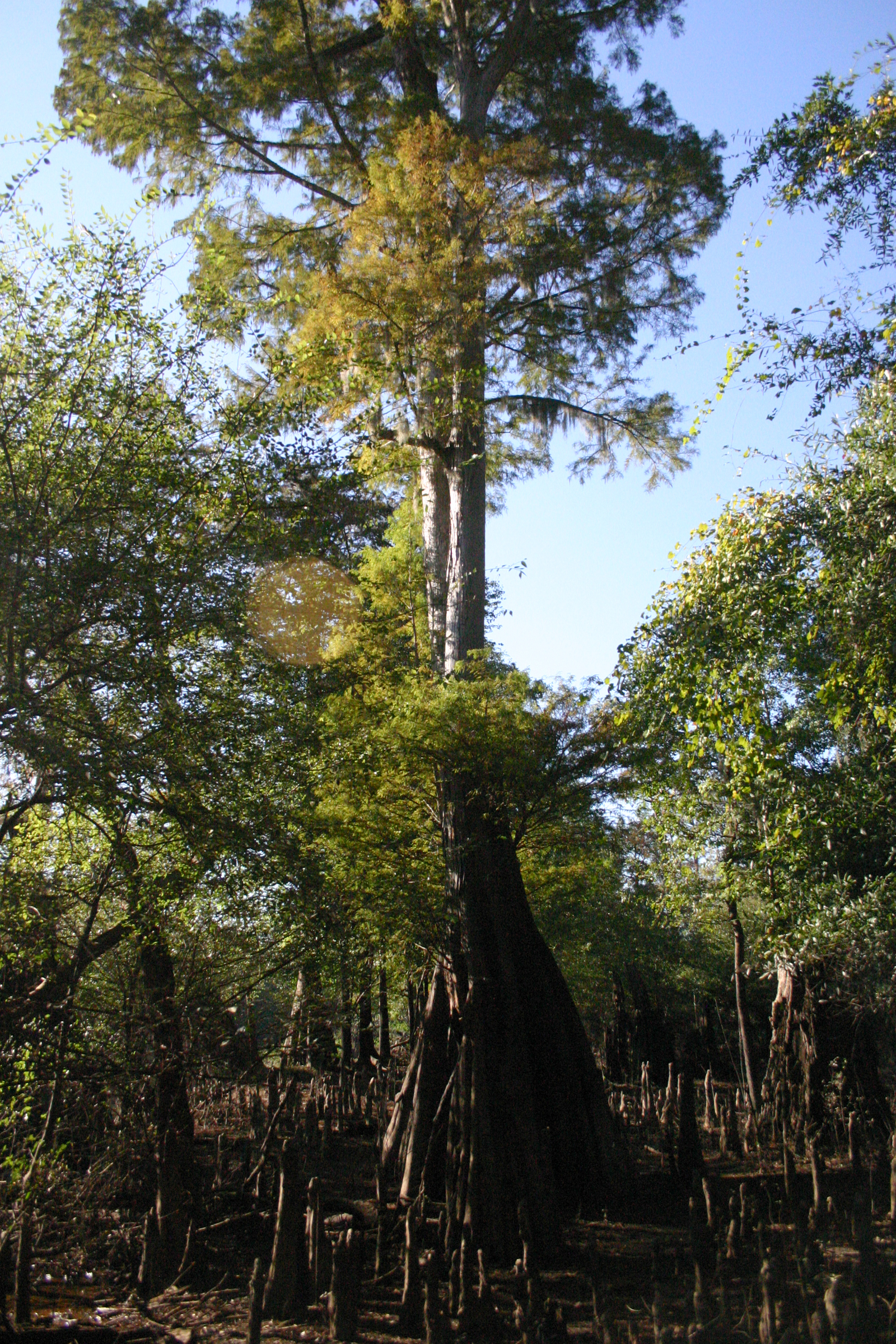
Sumpfzypresse im Tal des Santee River, nahe Andrews, S.C.

Der Fluss wurde von frühen europäischen Siedlern nach den indigenen Ureinwohnern benannt, die das Ufer des mittleren Flussabschnittes bewohnten, dem Volk der Santee. Den ersten Kontakt mit Europäern hatten die Indianer mit den spanischen Entdeckern, die um 1660 den Fluss hinaufsegelten. Nachdem die Santee im Yamasee-Krieg besiegt wurden, nahm man sie gefangen und siedelte sie als Sklaven auf die Westindischen Inseln um. Dadurch wurde die Region für die Besiedlung durch britische Kolonisten frei und zu einem Teil der Provinz Carolina.
Im späten 18. Jahrhundert lebte Francis Marion, ein Mitglied der Patrioten im Amerikanischen Unabhängigkeitskrieg am Ufer des Flusses. Sein Haus liegt im Gebiet des heutigen Stausees, ihm zu Ehren wurde der Stausee benannt.
Der Bau des 35 Kilometer langen Santee-Kanals, der den Fluss mit dem Cooper River verbindet wurde 1793 begonnen und 1800 beendet. Er erlaubte den Transport von Gütern und eine direkte Verbindung zwischen dem hinteren Teil South Carolinas und dem an der Mündung des Coopers am Atlantik gelegenen Charleston. Der Kanal war 50 Jahre in Betrieb, bevor er seine Bedeutung durch den Bau einer Eisenbahntrasse verlor.
Während der „Great Depression“ etablierte South Carolina das Santee Cooper Elektrizitätsprogramm. Die wesentlichste Energiequelle des Programms war ein Wasserkraftwerk unweit Charleston. Ab 1939 wurde der Santee aufgestaut, die Seen Marion und Moultrie entstanden und die Wassermengen des Santee wurden durch ein weiteres Wasserkraftwerk in Pinopolis teilweise in den Cooper River umgeleitet. Das Projekt wurde 1941 fertiggestellt.
Obwohl das Programm sein Ziel der günstigen Stromgewinnung für das ländliche South Carolina erreichen konnte, hatte es unerwartete Konsequenzen für die unteren Flussabschnitte, sowohl die des Santee, wie auch des Cooper River. Der Santee, mit einer viel niedrigen Wassermenge versorgt als zuvor, wurde deutlich salziger, was zu Veränderungen des Ökosystems am unteren Flusslaufes führte. Der Cooper wurde mit viel mehr Wasser und damit mitgeführten Sedimenten versorgt, was zu einer immensen Steigerung der Kosten für das Ausbaggern des Hafens von Charleston führte. In den 1980ern errichtete das Ingenieurkorps der U.S. Army einen Kanal zur Rückführung eines Teils der Wassermengen in den Santee. Diese Maßnahme führte zur Verbesserung der Situation.